# رنج‌روور اسپورت
رنج روور اسپورت (Range Rover Sport) خودرویی است که از سال ۲۰۰۴ تا کنون در بریتانیا تولید شده‌است. طراحی آن موتور جلو و خودرو چهار چرخ محرک بوده است. سیستم جعبه‌دندهٔ آن ۶ دنده به صورت خودکار است.